# 同志媒體獎
同志媒體獎（GLAAD Media Award）是由GLAAD授予的獎項，以表彰和獎勵媒體的各個分支機構，因為它們在女同性戀、男同性戀、雙性戀和變性者（LGBT）社區中的傑出代表以及影響他們生活的問題。除了電影和電視，該獎項還表彰在戲劇、音樂、新聞和廣告等媒體和藝術其他領域的成就。
獲獎對象由700多位媒體獎選民、志願者參與選出，並根據四個標準進行評估：LGBT社區的“公正，準確和包容的代表”、項目的“勇氣和原創性”、對項目產生的重大“文化影響”主流文化，以及“綜合素質”的項目。然後由“審查小組”對結果進行認證，由“審查小組”根據投票結果和他們自己的“專家意見”確定最終接收者名單。
1990年舉行了第一屆GLAAD媒體頒獎典禮，以紀念1989賽季，該獎項認可了7個競爭類的34名提名。

## 資料來源
1. ↑  . GLAAD.org.   [July 14, 2009]. （原始内容存档于2009-06-04）.
2. ↑  . GLAAD.org.   [July 4, 2011]. （原始内容存档于2020-08-07）.
3. ↑  . GLAAD.org.   [July 1, 2011]. （原始内容存档于2020-08-07）.
4. ↑  . GLAAD.org.   [July 1, 2011]. （原始内容存档于2020-08-07）.
5. ↑  . GLAAD.org.   [July 1, 2011]. （原始内容存档于2020-08-07）.